# Chen Shi
En aquest nom xinès, el cognom és Chen.
Chen Shi va ser un general militar servint sota el senyor de la guerra Liu Bei durant el període de la tardana Dinastia Han Oriental i l'era dels Tres Regnes de la història xinesa.

## Biografia
No molt se sap sobre Chen, però ell de fet va participar en les dues campanyes més importants de Liu Bei: la Campanya de Hanzhong, i la batalla de Xiaoting. Tot i ser tractat com un dels ninotets petits per la majoria dels investigadors moderns, Chen era molt valorat per Liu com s'evidencia pel seu paper en les guerres en les que va participar.

### Servei sota Liu Bei
Durant la Campanya de Hanzhong en contra de Cao Cao, a Chen se li va assignar el comandament de deu campaments, i se li en va encarregar de tallar la connexió entre Nanzheng (on els generals de Cao Cao, Xiahou Yuan i Zhang He havien estacionat les seves tropes) i Chang'an (que servia de dipòsit de gran). Això no obstant, Xiahou havia situat a Xu Huang a Mamengge per mantenir controlada la seva línia de subministraments; quan Chen hi era dirigint les seves tropes a través d'un terreny muntanyós, ell es va topar amb Xu, i va patir una derrota important on molts soldats Shu van caure al precipici i van transir-hi. Tot i ser derrotat de manera fatal, Chen va continuar donant suport a Liu en la campanya, i el va ajudar a aconseguir l'objectiu militar final de la conquesta de la regió Hanzhong.
Després que Guan Yu perdé la Província de Jing davant el cabdill del sud, Sun Quan, Liu Bei es va enfuriar i va llançar un assalt total contra Sun. Chen va ser assignat com el Comandant Naval (o Comandant Naval Adjunt) juntament amb Wu Ban per dirigir l'armada aigües avall del riu Iang-Tse i així atacar Yiling. Chen i Wu van assolir un èxit inicial en la seva missió quan les forces de Sun sota el comandament de Lu Xun feren una retirada estratègica. Liu va controlar els lloc alts al llarg del camí i establir posts de nombroses barricades de fusta, protegint cadascuna; Chen vigilà els passatges de travessia i Huang Quan es va estacionar a la riba nord per evitar qualsevol interrupció de l'estat deCao Wei. En eixe moment, les forces de Shu Han ja pensaven que aconseguirien una victòria total, i desafiaren a les forces de Sun diverses vegades, però Lu Xun no va fer cap moviment. Tanmateix, Lu era en realitat esperant que l'emperador Shu moguera les seves millors tropes cap als boscos quan arribés l'estiu, ja que Lu s'havia adonat d'un error fatal comès per Liu: Liu n'havia distribuït les seves tropes en més de 50 campaments al llarg de la línia de 350 km de Wuxia fins a Yiling en els marges del riu Iang-Tsé, i tenia els seus campaments vinculats amb les fortificacions que eren principalment de fusta. En arribar la tardor, la grandiosa disposició dels campaments de Liu va ser destruïda per un atac amb foc de Lu. Mentrestant, Chen va perdre el control de les aigües amunt del Iang-Tse front els generals de Sun, Song Qian i Zhu Ran, i va entrar en el campament dels Pujols Ma'an per trobar-se amb les tropes restants de Liu. Ells van ser atrapats i assetjats al cim d'una muntanya, però van ser capaços d'escapolar-se amb la foscor de la nit, i amb èxit va fugir a Baidicheng per a recuperar-se.

### Servei sota Zhuge Liang
Quan el regent de Shu, Zhuge Liang, va llançar la seva primera Expedició del Nord, una situació inusual va ocórrer-li a Chen Shi, quan va ser posat les ordres sota del mancat d'experiència Ma Su com general subordinat en la guàrdia de l'estratègica Jieting, on la força de Ma va ser anihilada per l'enemic. Tot i ser l'ajudant més afavorit de Zhuge, Ma Su va ser culpat de ser el causant del fracàs de tota la campanya; a conseqüència d'això, Ma va ser executat a ordre de Zhuge, que li va plorar, i quatre generals subordinats incloent Chen, que estaven a les ordres de Ma durant el setge de Jieting, van ser fets responsables també i se'ls va castigar-hi severament. La pena de Chen es podria dir que va ser ben petita comparada amb la dels seus companys executats, ja que només va haver d'afaitar-se el cabell.
Ser un home sense cabell era vist com a divertit i vergonyós en el món on Chen vivia, així i tot, va ser capaç de superar aquesta pàgina poc gloriosa de la seva vida, i se'n va unir activament a la segona invasió de Zhuge en el 229 EC. Zhuge finalment va usar a Chen, que era valorat per Liu Bei, per ésser a l'exèrcit d'avantguarda. Chen dirigí les seves tropes cap a les Comandàncies de Wudu i Yinping, mentre que Zhuge en dirigia a la força principal al Comtat de Jianwei. El general militar de Cao Rui, Guo Huai, va planejar d'atacar a Chen, però va avortar l'operació al rebre la informació que Zhuge havia conduït un exèrcit considerable a la posició del nord-oest de Chen. Per tant, Chen va conquistar les dues comandàncies sense molta resistència.

### Mort, i relació amb Chen Shou
Històricament, a més de ser un general de confiança de Liu Bei, Chen Shi També va ser un dels pocs generals Shu que va aconseguir alguns mèrits en l'Expedició del Nord del funest Zhuge. Això no obstant, el fet que Chen Shou no li va donar una biografia separada en els seus Registres dels Tres Regnes, fa a la gent sospitar que n'estaven emparentats d'alguna manera. Segons consta, el pare de Chen Shou va ser castigat per Zhuge Liang, així que els investigadors de dinasties posteriors dedueixen que Chen Shi hi era el pare de l'historiador de la Dinastia Jin, Chen Shou; amb tot, aquesta afirmació manca d'un suport històric precís.

## En la ficció
En la novel·la històrica de Luo Guanzhong, el Romanç dels Tres Regnes, Chen va ser capturat a la batalla del Mont Dingjun per les forces de Xiahou Yuan, però va ser alliberat a canvi de Xiahou Shang, que havia estat capturat per les forces de Liu Bei. En la mateixa novel·la, durant la tercera Campanya del Nord de Zhuge Liang, ell va tractar d'atribuir-li els seus errors a Wei Yan, no obstant Zhuge ja sabia que Chen Shi tractava de culpar a Yan, i va fer executar a Chen.

## Anotacions
1. ↑  Liu Bei li va dir específicament a Zhuge Liang de no delegar molta autoritat a Ma Su, al qual Zhuge públicament afavoria.
2. ↑  La filosofia dominant de la Xina en el moment, el confucianisme, creia que el cos, així com els cabells i la pell, eren el regal d'un dels pares; per tant, no s'havien de veure perjudicats, o abandonats a la lleugera.